# Val Bona (Adamello)
La Val Bona è una valle alpina situata nel settore meridionale del Gruppo dell'Adamello, tributaria della Valle delle Valli.
Il suo imbocco si trova a circa 1700 m.s.l.m., sopra alla "Strada Provinciale BS 345 delle Tre Valli", in zona Corni di Vaiuga, mentre la sua testata corrisponde all'anticima sud del Monte Frerone.
Dedicata all'alpeggio fin da tempi antichi, è sede di una malga a quota 2000 m.s.l.m, utilizzata durante l'estate.
Come le sue vicine Valle di Stabio e Val Fredda, è una zona dall'interessante valore floristico e vegetazionale.